# Narrow banking
Als Narrow Banking (von engl. narrow = begrenzt) wird das Denkmodell eines Bankwesens bezeichnet, in dem Banken nur so viel Geld verleihen, wie sie zur Verfügung haben. Das nennt man Fristenkongruenz.

## Hintergrund
Eine der drei wesentlichen Funktionen von Kreditinstituten ist die Fristentransformation. Geldanleger wünschen typischerweise nur eine kurze Zinsbindungsdauer, Kreditnehmer langfristige Zinssicherheit. Banken refinanzieren nun langfristige Kredite teilweise auch mit kurzfristigen Einlagen. Hierdurch tragen sie das Zinsänderungsrisiko sowie ein Liquiditätsrisiko. Im Extremfall kann es zu einem Bank Run kommen.

## Der Ansatz des Narrow Bankings
Ansatz des Narrow Bankings besteht aus der Vorschrift der exakten Entsprechung der Fälligkeitsstruktur von Ausleihungen und Verbindlichkeiten der Bank (entspricht einer vollständigen Fristenkongruenz). Damit wird sichergestellt, dass die Bank unter allen Umständen ihre Zahlungsverpflichtungen erfüllen kann. Ein modifizierter Vorschlag des Narrow Banking sieht vor, dass die Bank Teile ihrer Anlagen liquidiert, um unerwartete Abhebungen bedienen zu können. Der Liquidationserlös der Anlagen der Bank muss dabei die maximal mögliche Abhebung zu einem Zeitpunkt abdecken. Ein solches Narrow Banking kommt der Autarkie, also einer Welt ohne Bank, sehr nahe.
Hierdurch ist das Risiko der Illiquidität der Bank verhindert – allerdings um den Preis, dass die Bank die Funktion der Fristentransformation nicht mehr wahrnehmen kann.
Das Narrow Banking ist ein Denkmodell der Theorie der Finanzintermediäre.

## Problemfelder beim Narrow Banking
Zum einen ist es schwierig, sichere fristenkongruenten Anlagen aufzufinden. Zum anderen steht zur Debatte, wie wirksam die Abschirmung ist. Die Firewall, welche das Einlagengeschäft vom riskanten Finanzgeschäft abtrennen soll, könnte unterlaufen und somit wirkungslos werden. Außerdem kann man zeigen, dass eine Kreditverknappung einsetzen würde. Der Vorteil der Intermediation (Bank als Finanzintermediär) als Haftungs- und Liquiditätsverbund bleibt dann auf der Strecke.
In den Wirtschaftswissenschaften wird ein Narrow Banking daher als ineffizient bewertet.

## Bankenregulierung in der Praxis
In der Praxis unterliegen Banken zwar nicht solch rigiden Vorschriften wie im Narrow Banking, jedoch unterliegen sie einer intensiven Marktregulierung zur Vermeidung von Bankenkrisen. In Deutschland regelt die Liquiditätsverordnung das Ausmaß der vorzuhaltenden Liquidität.